# The Secret Language of Birds
| Recensione       | Giudizio |
| ---------------- | -------- |
| Progarchives     |          |
| George Starostin | [ 1 ]    |

The Secret Language of Birds è il terzo lavoro da solista di Ian Anderson, leader della band progressive rock inglese dei Jethro Tull, pubblicato nel 2000.

## Il disco
All'interno della discografia solista di Anderson, The Secret Language of Birds è con ogni probabilità il più acclamato tra i fans. Finalmente viene registrato il tanto agognato album acustico, dopo un'attesa che durava ormai dal lontano 1983, anno di uscita di Walk Into Light. Molti hanno addirittura lamentato il fatto che sia stato pubblicato come album solista e non come un album dei Jethro Tull. Effettivamente per realizzarlo Anderson si avvale non poco di Andrew Giddings il quale arriva ad essere anche coautore in diversi brani, oltre a suonare diversi strumenti. Ci sono anche Martin Barre e il figlio dello stesso Anderson, James Duncan.

## Formazione
- Ian Anderson - voce, flauto traverso, chitarra acustica, bouzouki, basso acustico, mandolino, percussioni, ottavino
- Andrew Giddings - fisarmonica, pianoforte, organo, marimba, percussioni, basso elettrico, tastiere, suoni d'orchestra
- Gerry Conway, Darren Mooney, James Duncan - batteria
- Martin Barre - chitarra elettrica

## Tracce
1. The Secret Language of Birds – 4:17
2. The Little Flower Girl – 3:37
3. Montserrat – 3:21
4. Postcard Day – 5:07
5. The Water Carrier – 2:56
6. Set-Aside – 1:29
7. A Better Moon – 3:46
8. Sanctuary – 4:42
9. The Jasmine Corridor – 3:54
10. The Habanero Reel – 4:01
11. Panama Freighter – 3:21
12. The Secret Language of Birds, PT. II – 3:06
13. Boris Dancing – 3:07
14. Circular Breathing – 3:45
15. The Stormont Shuffle – 3:20

## Curiosità
- The Little Flower Girl Senlis è un quadro di Sir William Russell Flint
- The Water Carrier è un quadro di Walter Langley
- A Better Moon è ispirata a un quadro di Albert Moulton Foweraker
- Montserrat fa riferimento all'eruzione del vulcano delle Soufriere Hills, avvenuto il 18 luglio 1995.
- Alcune edizioni del disco contengono una lunga traccia fantasma registrata nello studio di casa di Ian Anderson, nella quale sono presenti nuove versioni acustiche di In the Grip of Stronger Stuff (brano tratto dall'album Divinities: Twelve Dances with God del 1995) e della celebre Thick as a Brick
- Il disco venne finito nel 1998, molto prima di J-Tull Dot Com (album dei Jethro Tull del 1999), ma per motivi legali l'uscita venne posticipata nel 2000
- La prima title track è anche sull'album J-Tull Dot Com alla fine del disco come traccia fantasma